# Богданович, Николай Евгеньевич
Никола́й Евге́ньевич Богдано́вич  (6 (18) декабря 1870, Санкт-Петербург — 17 (30) декабря 1905, Тамбов) — российский государственный деятель, вице-губернатор Тургайской области, а также Уфимской и Тамбовской губерний, черносотенец, член Тамбовского Союза Русских Людей (ТСРЛ).

## Биография

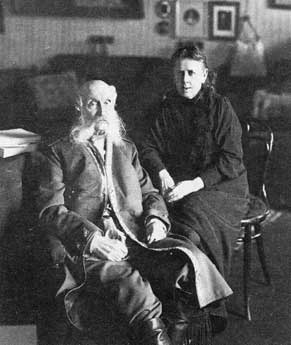
Портрет родителей Николая Богдановича Евгения Васильевича и Александры Викторовны. 1914 год

### Первые годы
Николай Богданович родился в Санкт-Петербурге в семье члена совета министра внутренних дел Евгения Васильевича Богдановича. Мать Николая — хозяйка одного из крупнейших светских салонов Санкт-Петербурга, писательница Александра Викторовна Богданович (урождённая Бутовская; 1846 — 1914). В десятилетнем возрасте, 23 апреля 1881 года, был зачислен в пажи, а 31 января 1882 года принят в приготовительный класс Пажеского корпуса. После завершения семи классов в Пажеском корпусе принят в Александровский лицей, который окончил в 1892 году.

### Начало государственной службы
После выпуска из лицея был зачислен в Министерство внутренних дел, где состоял чиновником особых поручении при Черниговском и Ковенском губернаторах. Позже назначен земским начальником Красноуфимского уезда Пермской губернии.
В 1895 году назначен помощником Ковенского тюремного инспектора, а в 1897 году занял должность инспектора.

### Губернаторство

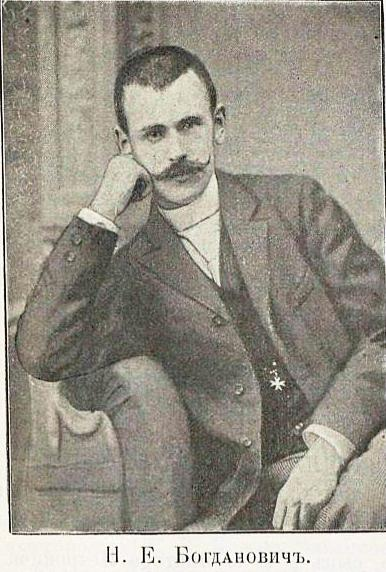

В 1900 году получил пост вице-губернатора Тургайской области.
В 1904 году назначен на должность вице-губернатора Уфимской губернии. Совместно с губернатором генералом И. Н. Соколовским принимал участие в подавлении революционного бунта 1905 года в губернии. C 3 мая 1905 года, после ранения Соколовского, принял пост уфимского губернатора, который вскоре передал Болеславу Цехановецкому.
По личной просьбе был переведён в июне 1905 года вице-губернатором в Тамбовскую губернию, при губернаторе Владимире фон дер Лаунице. В этой должности принимал участие в усмирении аграрных бунтов в городе Козлове, совместно с Лауницем подавлял восстание в Тамбове. Активно ездил по губернии в период революционных беспорядков, собирал сельские сходы и организовывал благодарственные молебны императору Николаю II, что приводило к успокоению населения. Кроме того, в короткие сроки Н. Е. Богданович заставил администрацию Рязано-Уральской железной дороги, которая объявила себя Временным правительством, возобновить движение и вернуться к порядку. Он активно поддерживал русское правое движение. Вместе с Гавриилом Луженовским вошёл в состав Тамбовского Союза русских людей. Народ зачастую сам помогал Н. Е. Богдановичу бороться с крамолой, охранял его; 6 декабря, в день его ангела, депутация от г. Козлова и Козловского отделения Союза русского народа поднесла ему благодарственный адрес в шапке, на которой был изображён Ангел мира.
За противодействие революционным событиям на Тамбовщине партия эсеров вынесла Богдановичу заочный смертный приговор; 15 декабря 1905 года Максимом Катиным он был смертельно ранен выстрелом в грудь из револьвера на пороге губернаторского дома. Там же находился другой террорист, Кузнецов. Через два дня, 17 декабря, «причастившись, соборовавшись и продиктовав предсмертную телеграмму родителям, около десяти вечера в полном сознании тихо скончался».
Луженовский ужасно сокрушался по этому поводу: «Ужасно жаль Николая и его жену и как досадно, что казаки не изрубили этих подлецов на месте»… Прибывший для защиты Катина и Кузнецова из Саратова присяжный поверенный С. Е. Кальманович по распоряжению генерал-губернатора Клавера был арестован и из зала суда отправлен в тюрьму; 28 декабря военный суд вынес приговор — смертная казнь и той же ночью приговор был приведён в исполнение.

"Это была чистая, хорошая, русская душа: русская вполне — пылкая, смелая, чуткая к добру, приветливая, незлобивая, глубоко и горячо верующая, беззаветно преданная Царю.
В Тамбове он пробыл всего несколько месяцев и в такое короткое время приобрёл много друзей, сердечно к нему расположенных. Срок слишком незначительный, чтобы ознакомиться со всяким другим человеком, но, чтобы узнать Н<иколая> Е<вгеньевича>, — совершенно достаточный: он был весь наружи, как на ладони; никаких задних мыслей, ничего скрытого. Собеседник сразу понимал его всего и совершенно невольно поддавался его чарующему обаянию.
И такого человека убили. Подло, из-за угла — накрест перерезанной пулей, чтобы вернее был удар, чтобы причинить побольше страданий.
За что его убили? За то, что он был русский — до мозга костей? Или не за то ли, что русскому теперь нет места на Руси?— Стогов Д. «Убеждённый, преданный и искренний слуга царский…»